# Јалжабет
Јалжабет је насељено место и седиште општине у Вараждинској жупанији, Хрватска. До територијалне реорганизације у Хрватској налазио се у саставу бивше велике општине Вараждин.

## Становништво
На попису становништва 2011. године, општина Јалжабет је имала 3.615 становника, од чега у самом Јалжабету 1.066.

## Попис1991.
На попису становништва 1991. године, насељено место Јалжабет је имало 1.013 становника, следећег националног састава:
| Попис 1991.‍   | Попис 1991.‍  | Попис 1991.‍ | Попис 1991.‍ | Попис 1991.‍ |
| ------------- | ------------ | ----------- | ----------- | ----------- |
|               |              |             |             |             |
| Хрвати        | Хрвати       |             | 1.001       | 98,81%      |
| Словенци      | Словенци     |             | 3           | 0,29%       |
| неопредељени  | неопредељени |             | 1           | 0,09%       |
| непознато     | непознато    |             | 8           | 0,78%       |
| укупно: 1.013 |              |             |             |             |